# Concile de Sardique

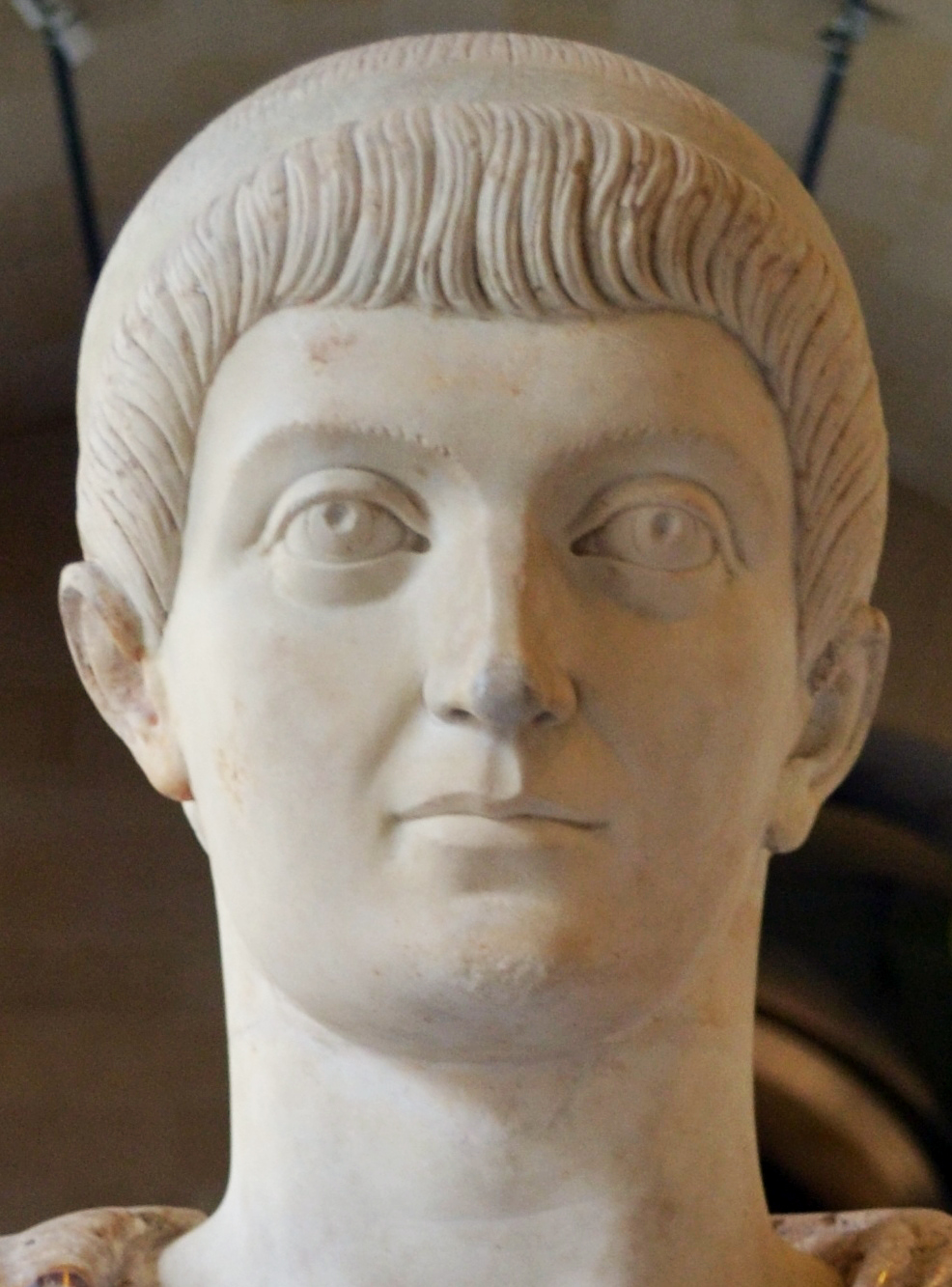
Buste de Constant Ier, fin IVe siècle, musée du Louvre.

Le concile de Sardique ou synode de Sardique est une réunion d'évêques chrétiens convoqué en 343 par l'empereur Constant Ier, avec l'accord de son frère et co-empereur Constance II, sur les instances des évêques nicéens de son entourage, Jules Ier et Athanase d'Alexandrie.
Le motif de ce synode était l'examen du conflit entre, d'une part, les évêques nicéens essentiellement occidentaux et, d'autre part, les évêques ariens surtout orientaux qui s'anathémisaient réciproquement. Cette réunion menée sous la houlette de l'Occidental Ossius de Cordoue ne débouche sur aucun accord et si le synode est considéré comme un fiasco, son canon devient une pièce essentielle de la revendication de la primauté romaine.

## Date et lieu
Le concile de Sardique a lieu à Sardica, nom antique de Sofia, et est généralement daté en 343 par la recherche contemporaine,.

## Contexte
En 325, l'empereur Constantin Ier convoque le premier concile de Nicée dans l'objectif de résoudre les problèmes qui divisent alors les Églises d'Orient, problèmes disciplinaires et surtout problèmes dogmatiques mis en évidence par la controverse entre Arius et son évêque Alexandre. Il réunit des représentants de presque toutes les tendances du christianisme, ce qui en fait le premier concile œcuménique. Après plusieurs mois au cours desquels les évêques ne parviennent pas à se mettre d'accord sur un texte décidant de la nature de la relation du Christ au Père, l'empereur menace les quatorze récalcitrants. Trois restent fidèles à leurs conceptions, dont Arius, et sont excommuniés.
Les héritiers de Constantin Ier, ses fils Constant Ier et Constance II, ne défendent pas les mêmes options théologiques, le second étant plus enclin à défendre un arianisme modéré, traduisant l'opposition entre les évêques occidentaux et la plupart des orientaux, largement plus nombreux. Il faut noter que le courant appelé « arien » par ses détracteurs est extrêmement hétéroclite et que les évêques désignés comme tels refusent cette dénomination. Constant Ier, sollicité par des évêques nicéens de son entourage, Jules Ier et Athanase d'Alexandrie, propose à Constance II — bataillant alors aux frontières contre les Sassanides — de convoquer un concile « œcuménique » qui réunisse les évêques des deux parties de l'Empire. Au printemps 343, Constance II accède à la demande et envoie à Sardica un nombre restreint d'évêques orientaux accompagnés de trois hauts fonctionnaires.

## Le concile
Ossius de Cordoue, venu avec un peu moins de cent évêques occidentaux, doit co-présider ce concile de Sardique en compagnie de Maximin de Trèves, dans un attelage montrant que le concile allait être contrôlé par Constant Ier. Les évêques orientaux se rassemblent préalablement à Philippopolis (aujourd'hui Plovdiv, en Bulgarie) où ils tiennent réunion pour préparer leur stratégie. La réunion de Sardique se passe mal et, malgré les propositions de médiation d'Ossius, est rapidement boycottée par les évêques orientaux parce que les évêques occidentaux, très minoritaires à l'époque malgré l'importance supposée d'Ossius, insistent sur la présence d'Athanase d'Alexandrie, principal opposant à l'arianisme, et de Marcel d'Ancyre — dont l'opposition à l'arianisme le conduira au sabellianisme — avec lesquels refusent de siéger les orientaux.
Les partisans d'Eusèbe de Césarée quittent précipitamment le concile - à la faveur de l'annonce d'une victoire de Constance II sur les Sassanides -, se réunissent à Philippopolis où ils rédigent une encyclique confirmant la condamnation d'Athanase et de Marcel, excommuniant en outre Ossius, l'évêque de Rome Jules Ier et Maximin de Trèves et réitérant leur profession de foi basée sur le quatrième Credo du Concile de la Dédication tenu à Antioche en janvier 341.
Les évêques occidentaux continuent de siéger à Sardica et c'est à cette occasion qu'Ossius fait rétablir Athanase dans ses fonctions et aurait proposé, vainement, le célibat pour les prêtres, inaugurant un débat qui opposera là encore christianismes occidentaux et orientaux. En outre, la profession de foi rédigée par les Occidentaux affirme la juridiction universelle d'appel pour Rome (canon 3), autrement dit la revendication d'une prééminence de l'évêque de Rome pour trancher des conflits entre évêques et le canon de Sardique devient une pièce fondamentale de cette revendication.
La réunion de Sardique est donc un non-concile n'ayant pas réuni une assemblée unique délibérante. Ces discordes théologiques et canoniques témoignent des profondes divergences entre les divers courants des communautés chrétiennes de l'époque (dont les membres ne dépassent guère plus de cinq pour cent de la population de l'Empire, essentiellement en Orient et dans les provinces africaines) qui traduisent plus généralement la différence de culture et de tradition intellectuelles entre l'Orient grec et l'Occident latin dont Ossius de Cordoue est le représentant.